# Skyline Express Airlines
Skyline Express Airlines, anteriormente Azur Air Ukraine y antes UTair-Ukraine, es una aerolínea chárter ucraniana con base en el Aeropuerto Internacional de Borýspil. Solía ser una subsidiaria de UTair Aviation. En octubre de 2015, se anunció que el operador turístico Anex Tours adquiriría UTair-Ukraine de UTair. 

## Historia

### UTair-Ukraine (2008-2015)
Fundada en 2008, UTair-Ukraine se estableció como la subsidiaria ucraniana de la empresa matriz rusa, UTair, para servir destinos nacionales e internacionales.

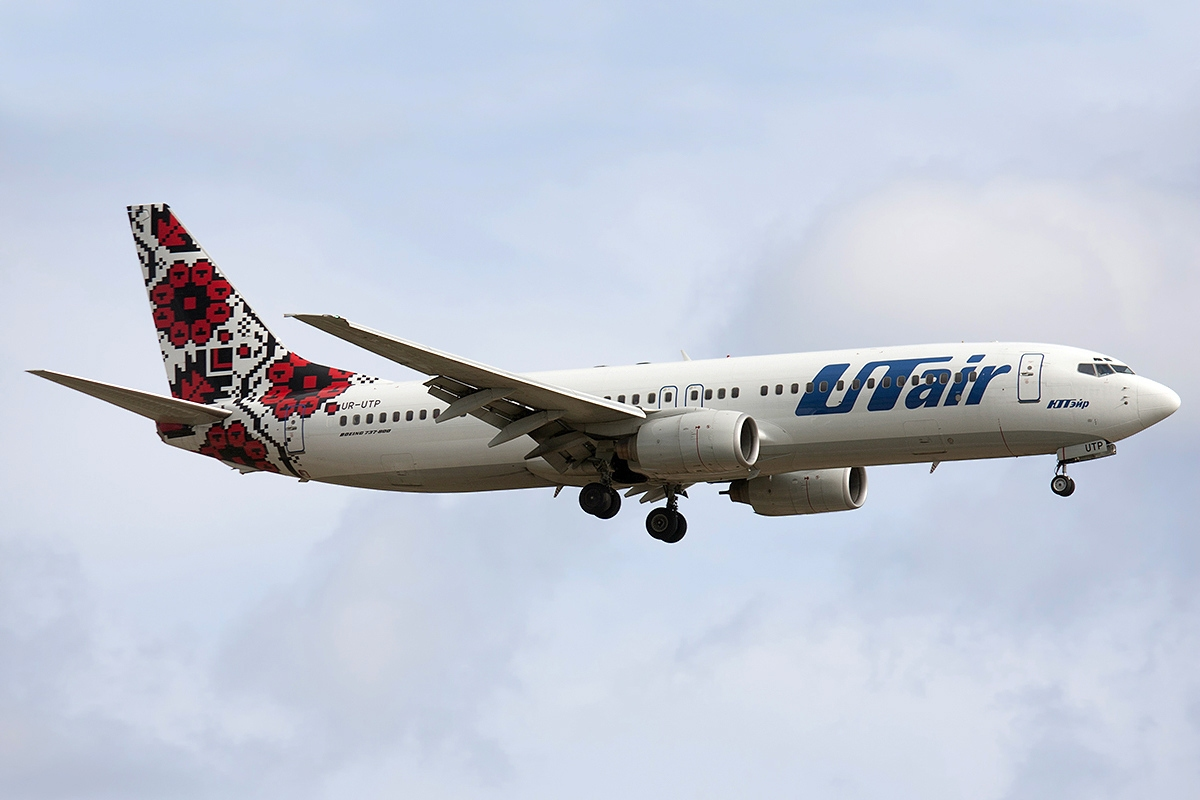
Boeing 737-800 de UTair-Ukraine

### Azur Air Ukraine (2015-2022)
En octubre de 2015, se anunció que el operador turístico Anex Tours adquiriría UTair-Ukraine de UTair Aviation con el objetivo de cambiar su nombre a Azur Air Ukraine como una aerolínea chárter de ocio. UTair-Ukraine ya cambió su enfoque de los servicios domésticos a las operaciones de ocio anteriormente y, por lo tanto, eliminó varios aviones. La venta y el cambio de marca se confirmaron poco después. Unas semanas más tarde, Anex también compró la rusa Azur Air, de la que la "nueva" Azur Air ucraniana es ahora una empresa hermana.

### Skyline Express Airlines (desde 2022)
En marzo de 2023, la aerolínea cambió nuevamente su nombre a su actual.

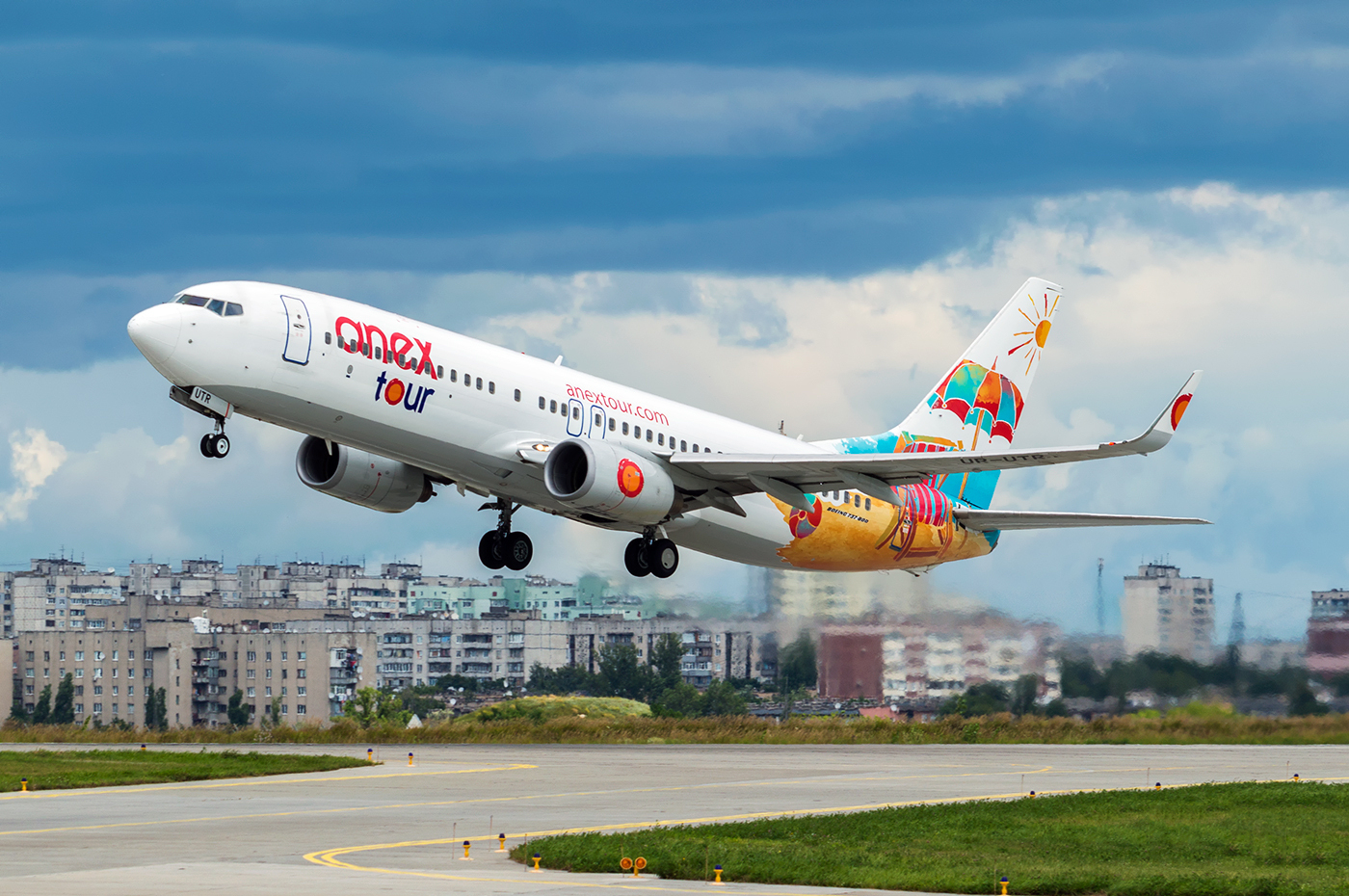
Boeing 737-800 de Anex Tour

## Destinos
SkyLine Express opera vuelos a los siguientes destinos:
| Países                 | Destinos       | Aeropuertos                                             |
| ---------------------- | -------------- | ------------------------------------------------------- |
| Bulgaria               | Burgas         | Aeropuerto de Burgas                                    |
| Egipto                 | Hurgada        | Aeropuerto Internacional de Hurghada                    |
| Egipto                 | Sharm el-Sheij | Aeropuerto Internacional de Sharm el-Sheij              |
| Emiratos Árabes Unidos | Dubái          | Aeropuerto Internacional de Dubái                       |
| España                 | Barcelona      | Aeropuerto Josep Tarradellas Barcelona-El Prat          |
| India                  | Goa            | Aeropuerto Internacional de Goa                         |
| Maldivas               | Malé           | Aeropuerto Internacional de Malé                        |
| México                 | Cancún         | Aeropuerto Internacional de Cancún                      |
| República Dominicana   | La Romana      | Aeropuerto Internacional de La Romana                   |
| República Dominicana   | Punta Cana     | Aeropuerto Internacional de Punta Cana                  |
| Sri Lanka              | Colombo        | Aeropuerto Internacional Bandaranaike                   |
| Tailandia              | Phuket         | Aeropuerto Internacional de Phuket                      |
| Túnez                  | Enfidha        | Aeropuerto Internacional de Enfidha-Hammamet            |
| Turquía                | Antalya        | Aeropuerto de Antalya                                   |
| Turquía                | Bodrum         | Aeropuerto de Milas-Bodrum                              |
| Turquía                | Dalaman        | Aeropuerto de Dalaman                                   |
| Ucrania                | Járkov         | Aeropuerto Internacional de Járkov                      |
| Ucrania                | Kiev           | Aeropuerto Internacional de Borýspil (hub principal)    |
| Ucrania                | Leópolis       | Aeropuerto Internacional de Leópolis (hub estacional)   |
| Ucrania                | Odesa          | Aeropuerto Internacional de Odesa (hub estacional)      |
| Ucrania                | Zaporiyia      | Aeropuerto Internacional de Zaporizhia (hub estacional) |
| Vietnam                | Nha Trang      | Aeropuerto de Cam Ranh                                  |

## Flota

### Flota actual
SkyLine Express opera las siguientes aeronaves:
| Aeronaves        | En servicio | Pedidos | Pasajeros                                            | Pasajeros                                            | Pasajeros                                            | Matrículas                                           | Antigüedad                                           |
| Aeronaves        | En servicio | Pedidos | C                                                    | Y                                                    | Total                                                | Matrículas                                           | Antigüedad                                           |
| ---------------- | ----------- | ------- | ---------------------------------------------------- | ---------------------------------------------------- | ---------------------------------------------------- | ---------------------------------------------------- | ---------------------------------------------------- |
| Boeing 737-800   | 3           | —       | —                                                    | 189                                                  | 189                                                  | UR-SLG                                               | 25,7 años                                            |
| Boeing 737-800   | 3           | —       | —                                                    | 189                                                  | 189                                                  | UR-AZF                                               | 24,4 años                                            |
| Boeing 737-800   | 3           | —       | —                                                    | 189                                                  | 189                                                  | UR-SLH                                               | 24,4 años                                            |
| Boeing 737-900ER | 1           | —       | —                                                    | 215                                                  | 215                                                  | UR-SLW                                               | 15,5 años                                            |
| Boeing 757-300   | 5           | —       | —                                                    | 275                                                  | 275                                                  | UR-SLE                                               | 25,8 años                                            |
| Boeing 757-300   | 5           | —       | —                                                    | 275                                                  | 275                                                  | UR-SLB                                               | 25,7 años                                            |
| Boeing 757-300   | 5           | —       | —                                                    | 280                                                  | 280                                                  | UR-AZP                                               | 24,8 años                                            |
| Boeing 757-300   | 5           | —       | —                                                    | 280                                                  | 280                                                  | UR-AZN                                               | 23,6 años                                            |
| Boeing 757-300   | 5           | —       | —                                                    | 280                                                  | 280                                                  | UR-AZO                                               | 23,5 años                                            |
| Boeing 767-300ER | 3           | —       | —                                                    | 334                                                  | 334                                                  | UR-AZC                                               | 33,2 años                                            |
| Boeing 767-300ER | 3           | —       | 12                                                   | 312                                                  | 324                                                  | UR-AZD                                               | 31,5 años                                            |
| Boeing 767-300ER | 3           | —       | 12                                                   | 312                                                  | 324                                                  | UR-AZK                                               | 23 años                                              |
| Boeing 777-300ER | 1           | —       | 7                                                    | 524                                                  | 531                                                  | UR-AZR                                               | 17,5 años                                            |
| Total            | 13          | —       | Edad media de la flota (octubre de 2024): 24,5 años. | Edad media de la flota (octubre de 2024): 24,5 años. | Edad media de la flota (octubre de 2024): 24,5 años. | Edad media de la flota (octubre de 2024): 24,5 años. | Edad media de la flota (octubre de 2024): 24,5 años. |

Aunque Azur Air Ukraine se creó en 2015, algunos Boeing 737-800 de la flota tienen librea de Azur Air, por lo cual los marcan con 'Ukraine' para ser distinguidos.